# Earth (film)
Earth (dall'inglese "terra") è un film del 1998, diretto da Deepa Mehta.
È la seconda parte della trilogia degli elementi iniziata con Fire e conclusa con Water - Il coraggio di amare. Tratto dal romanzo di Bapsi Sidhwa è ambientato nel 1947 a Lahore, racconta delle violenze interreligiose che seguirono alla partition , ovvero alla divisione del subcontinente indiano tra India e Pakistan.
Il cast è internazionale, con la presenza di qualche star di Hollywood.I dialoghi sono in Hindi.